# Timoléon Lobrichon
Timoléon Marie Lobrichon, né le 26 avril 1831 à Cornod et mort le 9 janvier 1914 à Elbeuf, est un peintre et illustrateur français, célèbre pour ses représentations de l'enfance.

## Biographie

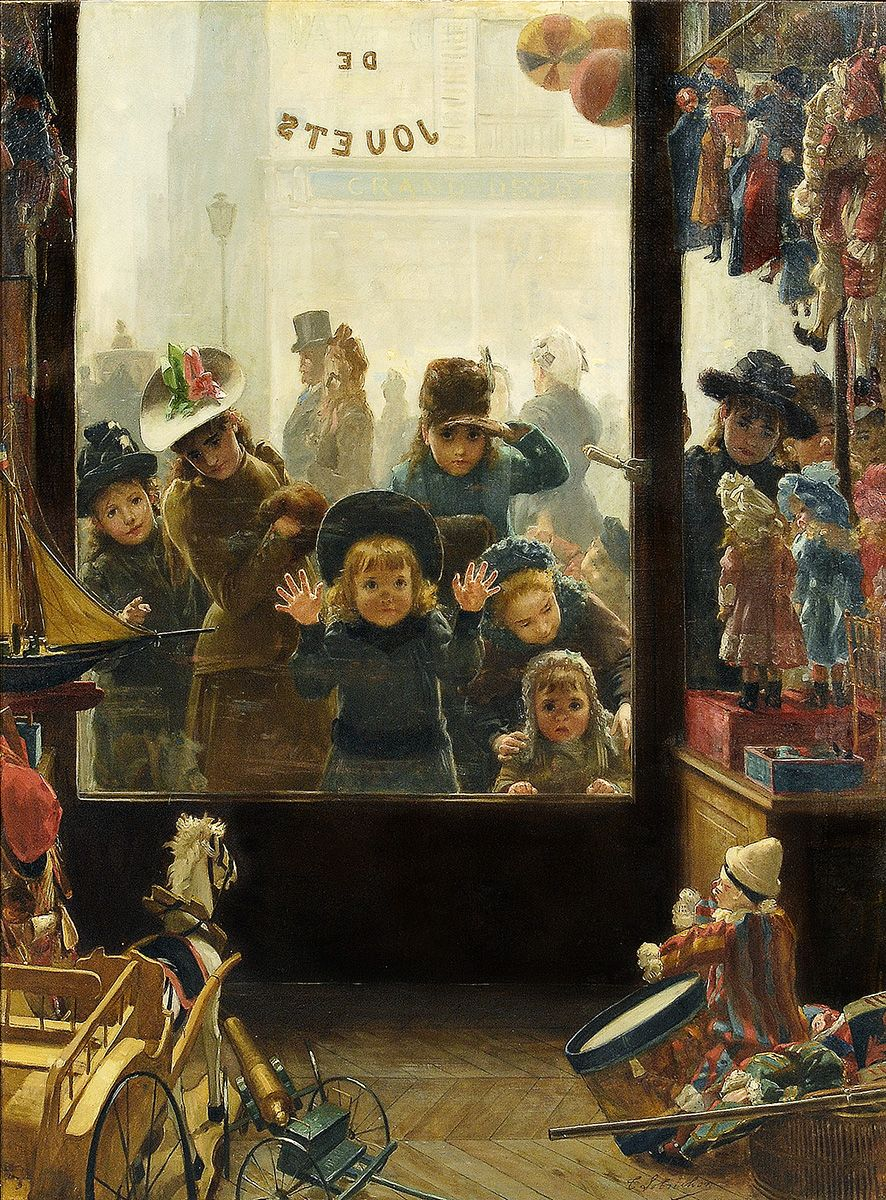
La Vitrine du magasin de jouets, sa toile la plus reproduite.

Lobrichon est l'élève de François-Édouard Picot. 
En 1856, il commet un album de bande dessinée en format italien, Histoire de Mr Tuberculus, aventure d'un garçon rêveur avec un gros nez. Vers cette époque, il est l'auteur de portraits charge pour L'Album du Gaulois.
En 1866, il épouse Henriette Ludovique Lemaire ; le peintre Charles Vallet est témoin du mariage.
Peintre d'histoire, de portrait et de genre, il est connu en particulier pour ses compositions mettant en scène des enfants, largement reproduites à l'époque sous forme de gravures, par la maison internationale Goupil & Cie. 
On peut ainsi citer les toiles Un coin du jardin du Luxembourg, Poucet et Maddy ou encore La Vitrine du magasin de jouets. Outre les portraits d'enfants, Lobrichon fut également remarqué pour ses paysages jurassiens et normands, ou son portrait de Michelet.
En 1883, il est nommé chevalier de la Légion d'honneur.
Il vécut à Elbeuf où il mourut, et était ami avec le peintre Edmond-Adolphe Rudaux.

## Œuvres

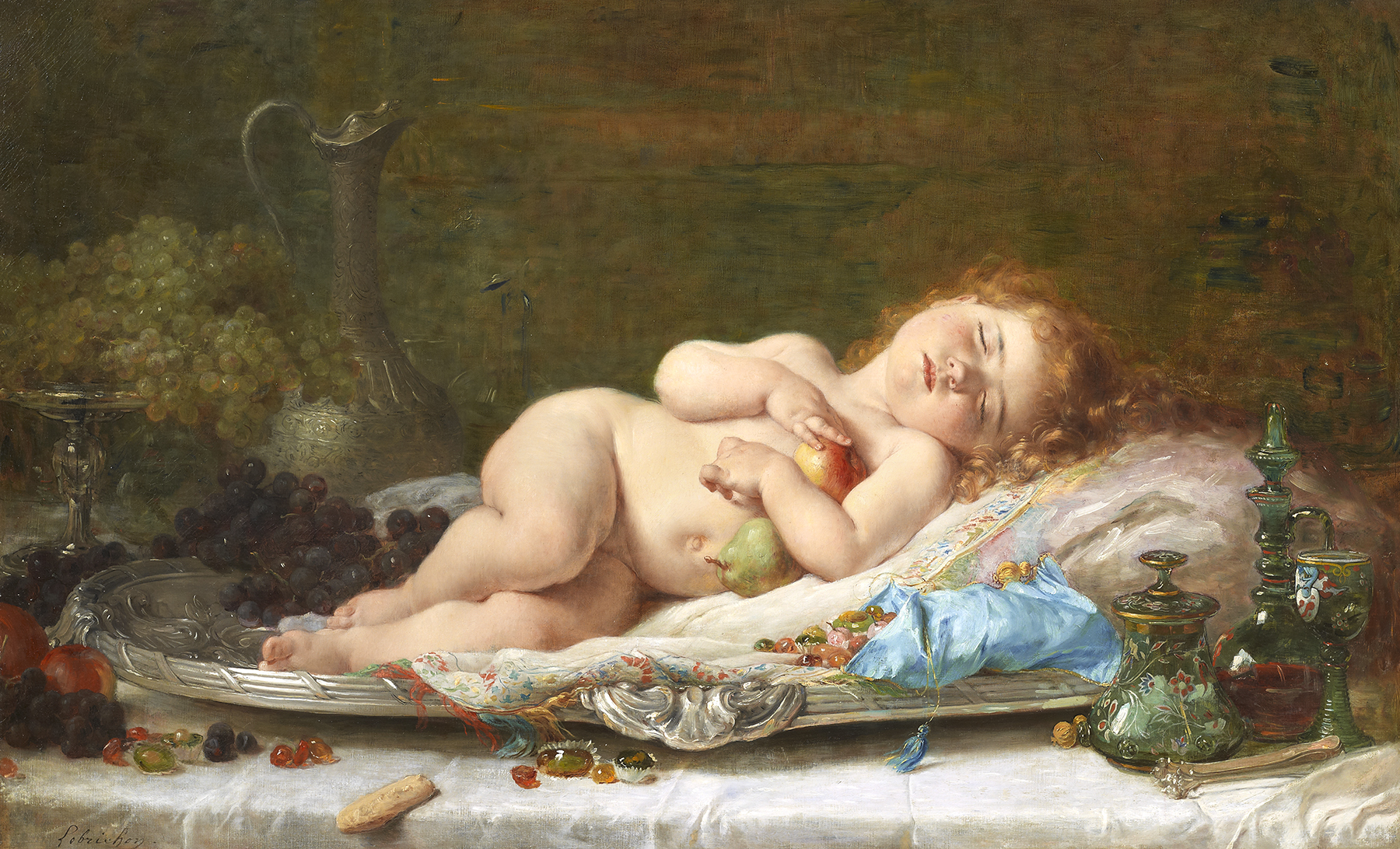
La gourmandise, huile sur toile, 73 x 118,5 cm.

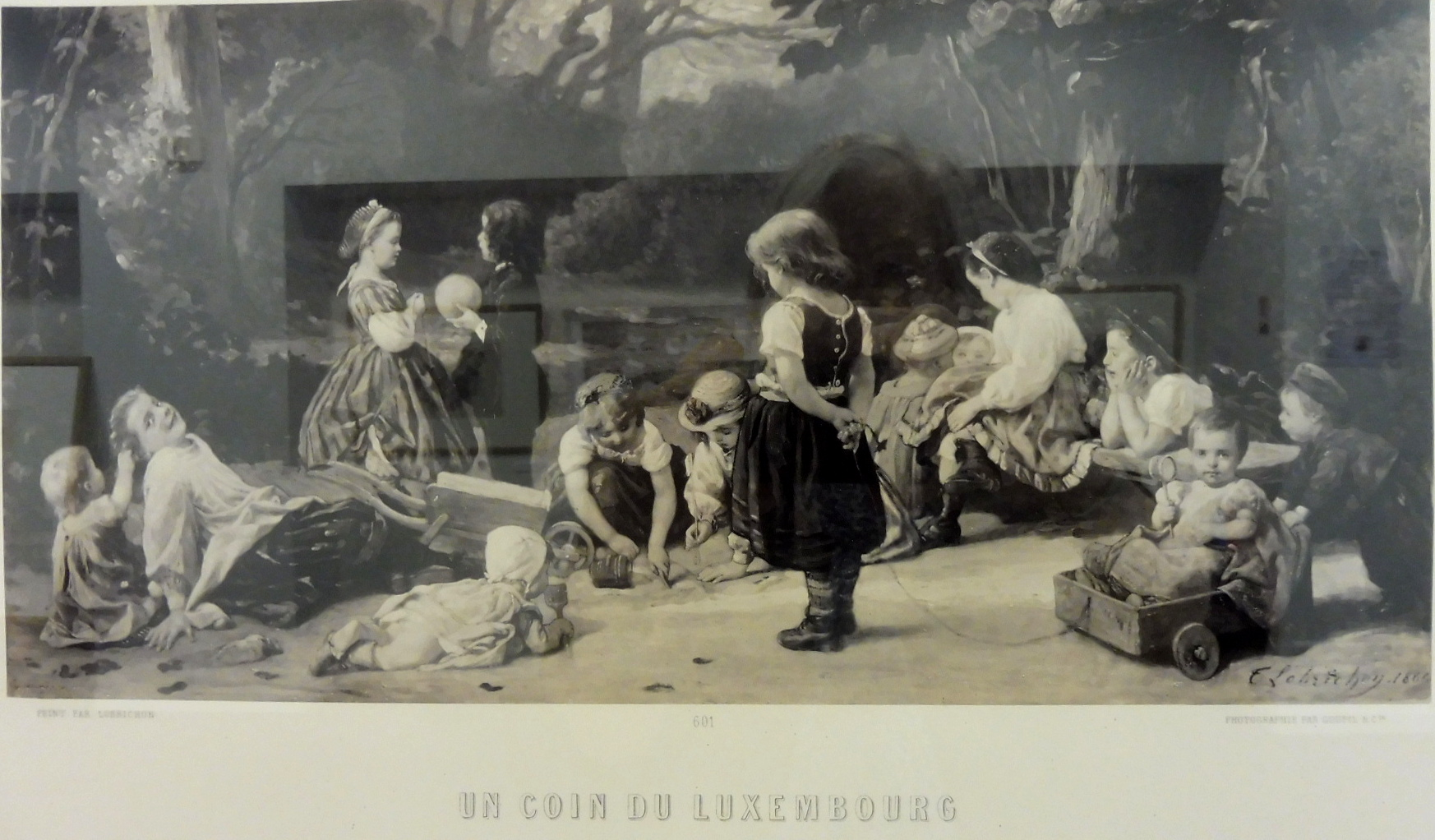
Un coin du Luxembourg, Musée Goupil

- Histoire de Mr Tuberculus, bande dessinée, planches lithographiées, Paris, Arnauld de Vresse, 1856.
- La Charité, huile sur toile, d'après Andrea Del Sarto, 1860-1861 — Château-Gontier[5].
- Portrait à mi-corps de S. M. l'Empereur [Napoléon III], huile sur toile d'après Hippolyte Flandrin, 1862 — mairie de Caussade (Tarn-et-Garonne).
- Un coin du Luxembourg, huile sur toile, 1864 (Goupil, 1866).
- La Leçon de lecture gratuite, huile sur toile, 1864 — musée de Châlons-en-Champagne.
- En pénitence, huile sur toile, Salon de 1865 — Limoges, musée national Adrien Dubouché[6].
- L'Embuscade, huile sur toile, 1867 (achat par l'État).
- Une surprise, huile sur toile, Salon de 1891.
- Un jeune enfant assis sur une chaise haute, années 1890, gravure sur bois de Philippe Rouxel d'après Lobrichon — Péronne, musée Alfred Danicourt[7].
- Alphabet de la Phosphatine Falières, album en couleurs, Paris, 1905 — Toulouse, Bibliothèque municipale.
- La Gourmandise
- Alexander Graham Bell, portrait de trois-quarts, huile sur toile — cliché conservé à la Librairie du Congrès.

## Expositions
- 1859 et 1912 : Salon des artistes français, Paris[8]